# مهار رشد

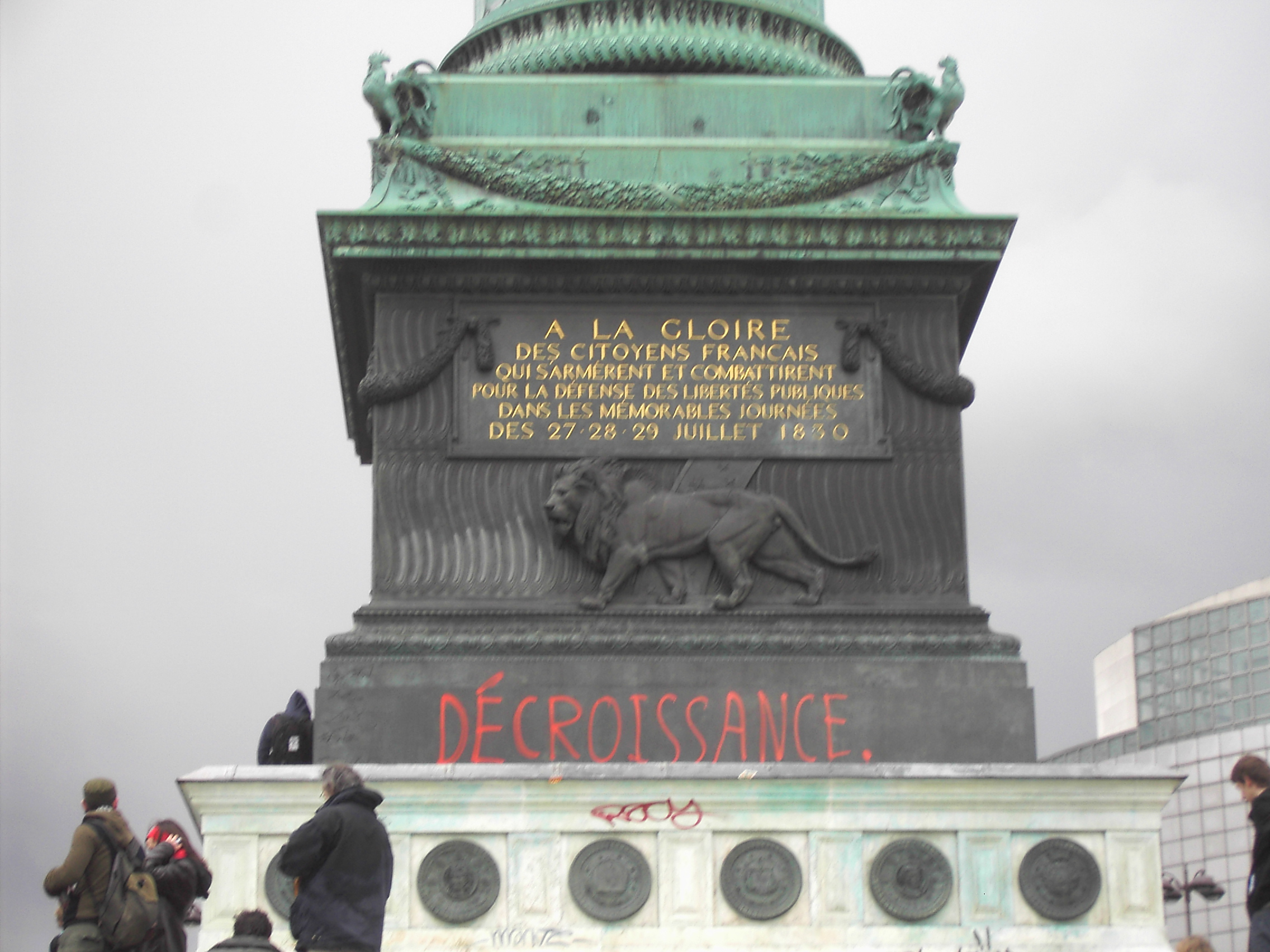
یک گرافیتی برپایه ستون ژوئیه در میدان باستی پاریس در طرفداری از مهار رشد که در زمان اعتراضات به قرارداد استخدام نخست در ۲۸ مارس ۲۰۰۶ کشیده شده‌است

مهار رشد (به انگلیسی: Degrowth) جنبشی سیاسی، اقتصادی و اجتماعی است که بر ایده‌های اقتصاد اکولوژیک، ضدمصرف‌گرایی و ضدسرمایه‌داری استوار است. اندیشمندان و فعالان مهار رشد مدافع کاهش ابعاد تولید و مصرف – انقباض اقتصادی- هستند، زیرا مصرف بیش از حد بر مشکلات زیست‌محیطی بلند مدت و نابرابری اجتماعی استوار است. نکته کلیدی مفهوم مهار رشد این است که کاهش مصرف نیازی به فداکاری افراد و کاهش تندرستی ندارد. حتی مهار رشد از طریق روش‌های غیر مصرفی همانند تقسیم کارها، مصرف کمتر، زمانی که وقت بیشتری وقف هنر، موسیقی، خانواده و جامعه می‌شود، تندرستی و شادی را افزایش می‌دهد.